# マンガネーム
マンガネームは、株式会社メディバンが開発・提供しているスマートフォン・タブレット用ネーム作成アプリ。

## 概要
スマートフォン・タブレット端末でマンガのネームを描画することができるアプリである。2014年12月10日にAndroid版が、2015年3月9日にiOS版がリリースされた。
作成したネームは、クラウド及びローカルに保存することができる。アプリのダウンロードおよびクラウドの使用は無料であり、マンガ・デジタルイラストの初心者でも手軽に利用することができる。また、ネーム作成だけでなく、お絵描き用アプリとしても十分な機能を備えている。

## 特徴
スマートフォンの小さな画面でも絵が描けるよう、シンプルで軽快なUIを採用している。ツールは1つのパネルにまとまっており、必要に応じて画面内の好きなところにドラッグして移動できるようになっている。図形の描画や、縦書きテキスト入力にも対応しており、コマの作成やセリフの入力なども簡単に行うことができる。
他のお絵描きアプリにない特徴としては、クラウドを利用して複数人で作品を制作することができる点がある。マンガ投稿サイト「MediBang!」でチームを作成し、そのチーム内で作品を共有することで、チームに所属するメンバーが同じネームを編集することができる。
クラウドで保存した作品は、メディバンが提供するペイントソフト「CloudAlpaca」で開くことができる。これにより、外出先でスマートフォンでネームを切り、帰宅後パソコンでペン入れをするなど、場所を選ばずマンガ制作を行うことができる。メディバンは、両ツールを利用した一体的なマンガ制作サービスの提供により「漫画を誰でもどこでも描けるようにしたい」としている。